# Méstnitxestvo

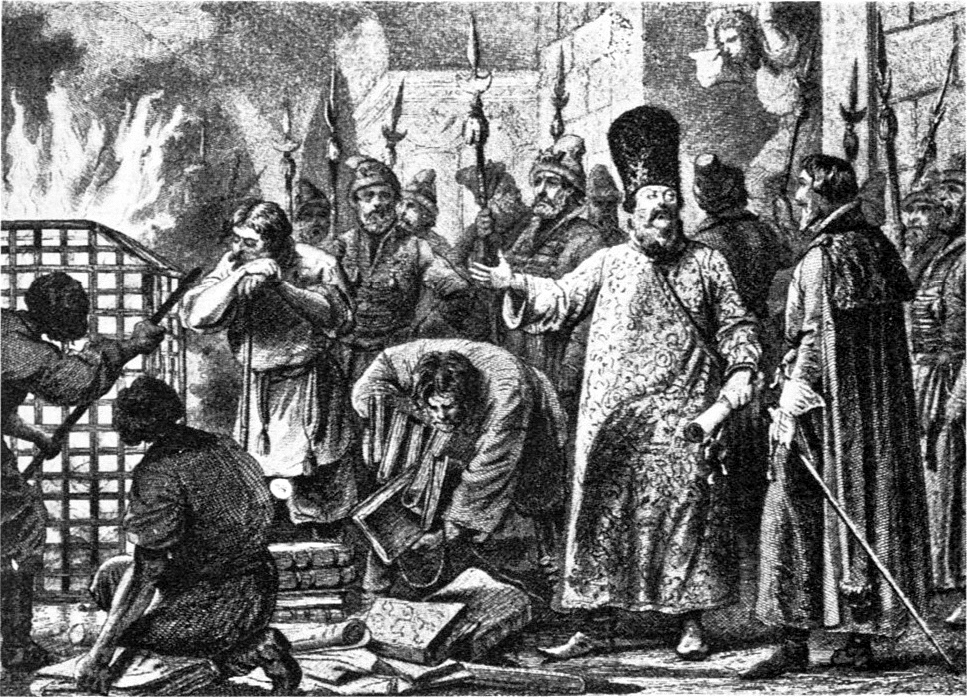
Cremant els llibres de la noblesa el 1682.

En la història russa, el méstnitxestvo (en rus мeстничество) era un sistema feudal jeràrquic que funcionà des del segle xv fins al xvii. La paraula deriva del rus мeсто (mesto, lloc).
A causa del méstnitxestvo, la gent que qualificada per a les tasques necessitades però que no podia al·legar una noblesa prou extensa, no tenia esperança d'ocupar un càrrec important. De la mateixa manera, un boiar que provingués d'una família antiga i respectada podia aconseguir una promoció important tot i que les seves habilitats personals no fossin les adequades per al càrrec.
Amb el desenvolupament de l'absolutisme rus, que tenia per objectiu central la creació d'una burocràcia central que informés directament al tsar, la importància del méstnitxestvo quedà molt reduïda. Una altra de les raons de la seva desaparició arribà el 1682, quan els creixents interessos defensius requerien que els càrrecs d'importància de l'exèrcit fossin ocupats per oficials capacitats i no per boiars honorables però ineptes.